# Tirà diademat de Piura
El tirà diademat de Piura (Ochthoeca piurae) és un ocell de la família dels tirànids (Tyrannidae).

## Hàbitat i distribució
Habita vessants amb arbusts i regions àrides dels Andes del nord-oest del Perú.